# ヒトサラ
ヒトサラは、株式会社USENが運営する飲食店検索や予約、グルメ情報の発信などをおこなうグルメメディア。

## 概要
ヒトサラは「料理人の顔が見える」をコンセプトに、アッパーミドルな飲食店情報とユーザーを繋ぐグルメメディアとして2012年7月に前身の「グルメGyaO」からリブランドの形態で誕生した。
2016年7月には「料理人名鑑」の料理人掲載数が1万人を突破し、2021年12月時点で1万5,150人と掲載人数を伸ばし続けている。
サービス起点は2000年11月、株式会社有線ブロードネットワークス（現USEN）運営の飲食店検索サイト「ぐるめピタ」として誕生。2005年4月に誕生した映像配信サービス「GyaO」のサービス拡大に伴い、2006年4月、「グルメGyaO」として「GYAO!」のグルメコンテンツとしても位置付けていた。
ヒトサラは、「料理人掲載数」と「シェフがオススメするお店掲載数」でグルメサイトNO.1に認定され（東京商工リサーチ 2019年4月調べ）、グルメメディアとして独自の地位を確立。
プロの料理人の本音が聴けるラジオ番組「シェフズテーブル」、YouTubeチャンネル上で展開するシェフとヒトサラ編集長小西克博との対談番組「ヒトサラジャーナル」、トップシェフが教える簡単レシピ動画「ヒトサラレシピ」など、シェフを軸とした独自コンテンツも多数展開している。
2020年5月には、新型コロナウイルスの流行により影響を受けた飲食店を支援するため、写真・動画の共有サービス「Instagram」と公式連携。ヒトサラ掲載店のテイクアウト注文を「Instagram」から受け付けられるように。
その後も2020年7月「Google で予約」、2021年4月「Instagram」レストラン予約、2021年8月「Google で予約」テラス席表示など、飲食店の効率化・集客強化につながる外部連携を積極的に取り入れている。
2021年9月時点で会員数が8,500万人を突破している「dポイント」とヒトサラが連携した。

## 歴史

### ぐるめピタ
- 2000年11月 - 株式会社有線ブロードネットワークス運営の地域密着型総合ポータルサイトとして「ぐるめピタ」を開始[4]

### グルメGyaO
- 2006年4月3日 - グルメ情報サイト「ぐるめピタ」を「グルメGyaO」に名称変更[5]
- 2011年7月 - 「グルメGyaO」のWebサイトをリニューアルし、「きっと見つかる！とっておきのお店」を新コンセプトとして追加[6]
- 2012年7月 - グルメサイトのブランド名称を「グルメGyaO」から「ヒトサラ」に変更[1]

### ヒトサラ
- 2012年8月 - スマートフォンアプリ（iPhone版／Android版）の提供を開始[7]
- 2012年11月 - ヒトサラのWebサイトをリニューアルし、料理人に関するコンテンツの追加や料理の写真からの検索が可能になる[8]
- 2013年2月 - 料理人情報を集めた新コンテンツ「料理人名鑑」を公開[9]
- 2013年11月 - 「料理人名鑑」の料理人掲載数が3,000人を突破[10]
- 2013年12月 - 特別な日の飲食店選びが可能な「ヒトサラプレミアム」をリリース。[11]初のヒトサラアワード「BestChef＆Restaurant」において、ベストシェフがいる100店舗を発表[12]
- 2014年3月 - 『料理人の顔が見えるヒトサラMAGAZINE』を出版[13]
- 2014年9月 - 「料理人名鑑」の料理人掲載数が5,000人を突破[14]
- 2015年2月 - 訪日外国人向けのグルメサイト「SAVOR JAPAN」を公開。[15]日本発の社会貢献運動であるTFTパートナーに参加し、飲食予約数に応じた給食の寄付を開始。[16]
- 2015年5月 - プロの料理人が薦める飲食店などを掲載する「シェフがオススメするお店」を公開[17]
- 2016年7月 - 「料理人名鑑」の料理人掲載数が1万人を突破[2]
- 2017年7月 - グルメガイド『100人のトップシェフが選ぶベストレストラン東京 シェフ推し』出版[18]
- 2017年12月 - 月間PV数が1億を突破、月間UU数が2,000万人を突破[19]
- 2018年2月 - ヒトサラの品質基準をクリアしたプロカメラマンによる撮影サービス「おいしいフォト」を開始[20]
- 2018年9月 - ヒトサラ海外版「hitosara World」を公開[21]
- 2019年4月 - 料理人掲載数No.1グルメメディア『ヒトサラ』、購入型国内クラウドファンディング成立件数No.1の『CAMPFIRE』と共同企画「料理人と食の未来を考える」を開始[22]
- 2020年2月 - 「SAVOR JAPAN」と「Japan Travel by NAVITIME」が連携、訪日外国人向けに飲食店のオンライン予約が可能になる
- 2020年5月 - 飲食店支援に向け、ヒトサラ掲載店のテイクアウト注文が「Instagram」で可能となるよう連携[23]
- 2020年7月 - ヒトサラ、「Google で予約」で 飲食店のオンライン即予約サービスを開始[24]
- 2021年4月 - ヒトサラ、「Instagram」と飲食予約で連携。インスタから直接レストラン予約が可能に[25]
- 2021年10月 - ヒトサラを運営する株式会社USEN Mediaが、株式会社NTTドコモ、株式会社グッドイートカンパニーと業務提携契約を締結[26]
- 2021年12月 - 「あのシェフ」「あのレストラン」の逸品をお取り寄せ「ヒトサラ CHEF’S MALL」12月6日リリース[27]
- 2022年1月 - グルメメディア「ヒトサラ」の一流シェフが“家庭でつくれる簡単レシピ”を披露するレシピ動画を、U-NEXTで配信開始[28]
- 2022年7月 - 「ヒトサラ」誕生10周年を記念しスペシャルサイトを公開[29]
- 2022年9月 - 「LINEで予約」と公式連携を開始[30]

## 関連サービス

### ヒトサラマガジン
ヒトサラの編集部が培った情報網やノウハウを活かしたグルメコンテンツを掲載した食の情報マガジン。ほぼ毎日更新されており、以下6つのカテゴリから旬の情報を発信。
・食トレンド
・健康美食
・デート・会食
・旅グルメ
・グルメラボ
・連載
2014年3月には、株式会社メディアパルより『料理人の顔が見える ヒトサラ MAGAZINE』を出版した。東京の136名の料理人と飲食店が紹介されている。

### YouTube「ヒトサラチャンネル」
2011年10月に解説されたYouTubeチャンネル 。 予約のとれないレストランのトップシェフへのインタビュー番組『シェフズテーブル』の、アーカイブ動画を公開。
また、2020年には、注目を集めるシェフや経営者などへインタビューする番組『ヒトサラジャーナル』を開始。
他にも、話題の料理人やトップシェフに迫る『シェフのヨコガオ』、シェフが教える簡単レシピ『シェフズレシピ』など、ヒトサラならではの動画コンテンツが多数存在。
2022年1月にはシェフズレシピが「U-NEXT」でも一流シェフの「ヒトサラ」レシピとして配信開始。

### ヒトサラCHEF’S MALL
2021年12月6日「シェフが主役」のグルメECメディア「ヒトサラ CHEF'S MALL（シェフズモール）」をリリース。
2021年12月6日に公開された食品ECサイト。有名シェフや名店の料理の取り寄せができる。【リストランテホンダ】本多哲也、【ナベノイズム】渡辺雄一郎、【cenci】坂本健 らがアンバサダーシェフとして参加。シェフの動画や編集部の実食レコメンドなどのコンテンツがある。

### SAVOR JAPAN
2015年2月開始のインバウンド向けの英語版グルメサイト。2019年3月時点で月間利用者数は101万人、月間ページビュー数は203万PVを突破しており、魅力あるコンテンツとして支持を得ている。
インバウンド向け専門のグルメサイトのアクセス数・ユーザー数・ページビュー数として、業界No.1グルメサイトにも認定されている（東京商工リサーチ調べ）。
日本の食事マナーや食文化を、外国人ユーザーに正しく知ってもらうことを目的として、国内トップシェフによるレクチャー動画などのコンテンツもある。
大きな特徴として、訪日外国人の80％をカバーできる4つの言語（英語・中国語・台湾語・朝鮮語）に対応している。プロ翻訳者による手動での翻訳のため、お店の魅力が外国人ユーザーに対して正しく伝わる。
「SAVOR JAPAN」に店舗情報を掲載すれば、大型の海外提携メディアに店舗情報が掲載されることも特徴。中国最大の旅行SNSである「馬蜂窩（Mafengwo）」や、台湾・香港からのアクセスが多い「tsunagu Japan」にも掲載される場合もある。